# Kathryn McCormick
Kathryn Renée McCormick (née le 7 juillet 1990) est une danseuse et actrice américaine contemporaine, notable pour sa troisième place à la sixième saison de la compétition de danse télévisée américaine So You Think You Can Dance, où elle a obtenu le meilleur classement pour une femme dans la saison. Elle est revenue aux saisons 7-9 comme l'une des "all-stars" du spectacle. Plus récemment, elle a joué un rôle de premier plan dans le film Sexy Dance 4: Miami Heat (2012).
Kathryn a commencé à danser à l'âge de trois ans dans le studio de sa mère, Dance Connection, puis à Augusta West Studio, où sa mère, Sandra Schmieden, a également étudié. Elle a déménagé à Los Angeles à 18 ans et a décroché un rôle de premier plan non dans le remake Fame. McCormick a également été en vedette dans le clip Jar of Hearts de Christina Perri. Elle a joué dans la saison 15 de Dancing with the Stars le 20 novembre 2012.
En 2015, elle danse dans le clip de la chanson Dead inside du groupe Muse.
En 2019, elle danse en duo avec Teddy Forance dans le clip de la chanson „In Between" de SCHILLER.

## Filmographie
- 2009 : Fame : une danseuse
- 2011 : The Burbank Playas Present: Manipede![3] : membre du public
- 2012 : Sexy Dance 4: Miami Heat : Emily Anderson
- 2014 : Platinum the Dance Movie [4] : Jasmine
- 2015 : Dead Inside : une danseuse
- 2015 : Dance Off  : Jasmine